# Bus'k
Bus'k (in ucraino Буськ?; in polacco Busk) è una città  dell'Ucraina (8 662 abitanti) situata nel distretto di Zoločiv, nell'oblast' di Leopoli. Ospita l'amministrazione della comunità territoriale di Bus'k, una delle comunità territoriali dell'Ucraina.
Fino al 18 luglio 2020 Bus'k è stata il centro amministrativo del distretto di Bus'k, abolito come parte della riforma amministrativa dell'Ucraina, che ha ridotto a sette il numero dei distretti dell'oblast' di Leopoli. L'area del distretto di Bus'k è stata trasferita al distretto di Zoločiv.
A Bus'k nacque Jevhen Petruševyč, presidente della Repubblica Nazionale dell'Ucraina Occidentale.